# Nínox de Nova Zelanda
El nínox de Nova Zelanda o mussol de Nova Zelanda (Ninox novaeseelandiae) és una espècie d'ocell de la família dels estrígids (Strigidae). Habita als boscos de Nova Zelanda, i les illes Norfolk i antany Lord Howe. El seu estat de conservació es considera de risc mínim.